# 10 minute și 38 de secunde în lumea asta stranie
10 minute și 38 de secunde în lumea asta stranie (în turcă On Dakika Otuz Sekiz Saniye) este un roman turcesc din 2019 scris de scriitoarea turcă Elif Șafak. Romanul începe cu capitolul „Sfârșitul”, urmează partea întâi „Mintea”, partea a II-a „Trupul” și partea a III-a „Sufletul”.

## Rezumat
10 minute și 38 de secunde în lumea asta stranie începe în 1990 cu „Tequila Leila”, care este o prostituată. Povestea îi are ca protagoniști pe cei cinci prieteni proscriși, care nu împărtășesc o importanță demnă într-o țară iliberală. Leila intră în stare de conștiență în ultimele ei clipe, după ce a fost ucisă și abandonată într-un tomberon de gunoi lângă Istanbul. 
„În timp ce soarele turcesc răsare deasupra ei și prietenii ei dorm adânc în apropiere, ea își contemplă existența muritoare înainte de odihna veșnică." În ultimele minute, își amintește de viața ei anterioară; "gustul tocăniței de capră condimentată, sacrificată de tatăl ei pentru a sărbători nașterea mult așteptată a unui fiu; vederea cuvelor cu lămâie și zahăr pe care femeile le folosesc pentru a-și epila picioarele în timp ce bărbații merg la moschee; mirosul cafelei cu cardamom pe care Leila o împarte cu un student chipeș în bordelul unde lucrează. De asemenea, fiecare amintire amintește de prietenii pe care și i-a făcut în fiecare moment-cheie din viața ei - prieteni care acum încearcă cu disperare să o găsească...”

## Traducere în limba română
- 2022 - 10 minute și 38 de secunde în lumea asta stranie, Ed. Polirom, Iași, 368 p. - traducere din limba engleză și note de Ada Tănasă